# Fenilpiperazina
1-Fenilpiperazina (1-PP ou PP) é um composto químico e uma droga que apresenta um grupo fenil ligado a um anel de piperazina. O sufixo '-piprazol' é, por vezes, utilizado em nomes de fármacos para indicar que pertencem a essa classe.
É um análogo rígido da anfetamina. De forma semelhante à anfetamina, a 1-PP é um agente de liberação de monoamina, com valores de concentração de metade do efeito máximo (EC50) para a liberação de monoaminas de 186 nM para noradrenalina, 880 nM para serotonina e 2.530 nM para dopamina. Com base nesses, é cerca de 4,7 vezes menos potente na liberação de serotonina do que a noradrenalina e cerca de 13,6 vezes menos potente na liberação de dopamina do que a noradrenalina. Assim, a 1-PP é um agente de liberação de noradrenalina (NRA) moderadamente seletivo, podendo também ser classificada como um agente de liberação de serotonina e noradrenalina [en] (SNRA) ou um agente de liberação de serotonina-noradrenalina-dopamina (SNDRA).
A 1-Fenilpiperazina apresenta toxicidade em doses altas; com uma DL50 oral de 210 mg/kg em ratos.
Existem vários derivados da 1-PP, também chamados de fenilpiperazinas substituídas [en]. Alguns exemplos são meta-clorofenilpiperazina (mCPP), 3-trifluorometilfenilpiperazina (TFMPP) e para-metoxifenilpiperazina (pMeOPP).